# 해치지 않아 (텔레비전 프로그램)
《해치지 않아》는 2021년 9월 28일부터 2021년 12월 7일까지 tvN에서 방송된 요리 전문 예능 프로그램이다.

## 기획 의도
국가대표 빌런들의 본캐 찾기 콘셉트의 힐링 리얼리티 프로그램
드라마 속 악당으로 산 지 어언 1년, 이젠 '나'로 돌아갈 시간! 국가대표 빌런 3인방의 본캐 찾기 프로젝트!

## 출연진

### 고정 멤버
- 엄기준
- 봉태규
- 윤종훈

### 게스트
- 이지아 (2회 ~ 3회, 11회)
- 김영대 (2회 ~ 3회)
- 한지현 (2회 ~ 3회)
- 박기웅 (3회 ~ 5회)
- 김소연 (4회 ~ 5회)
- 최예빈 (4회 ~ 5회)
- 온주완 (6회 ~ 8회)
- 하도권 (6회 ~ 8회, 11회 스페셜 MC)
- 김동규 (6회 ~ 8회)
- 윤주희 (8회 ~ 10회)
- 유진 (9회 ~ 10회)
- 김현수 (9회 ~ 10회)

## 시청률
최저 시청률과 최고 시청률은 시청률 조사회사와 지역별로 시청률에 차이가 있을 수 있습니다.
| 2021년 | 2021년    | 2021년         | 2021년       |
| 회차   | 방송일    | AGB 시청률     | AGB 시청률   |
| 회차   | 방송일    | 대한민국(전국) | 서울(수도권) |
| ------ | --------- | -------------- | ------------ |
| 제1회  | 9월 28일  | 3.485%         | 3.426%       |
| 제2회  | 10월 5일  | 3.262%         | 3.843%       |
| 제3회  | 10월 12일 | 3.369%         | 3.533%       |
| 제4회  | 10월 19일 | 3.434%         | 3.551%       |
| 제5회  | 10월 26일 | 2.568%         | 2.413%       |
| 제6회  | 11월 2일  | 3.419%         | 3.416%       |
| 제7회  | 11월 9일  | 3.357%         | 3.346%       |
| 제8회  | 11월 16일 | 2.924%         | 2.739%       |
| 제9회  | 11월 23일 | 3.046%         | 3.075%       |
| 제10회 | 11월 30일 | 3.701%         | 3.670%       |
| 제11회 | 12월 7일  | 2.667%         | 2.841%       |

## 같이 보기
관련 항목
- 요리
- 음식

방송 프로그램
- 우리말 겨루기 (KBS 교양운영팀 제작)
- 가족오락관, 상상오락관, 옥탑방의 문제아들 (KBS 예능운영팀 제작)
- 동물의 왕국, 동물의 세계, 동물극장 단짝 (KBS 1TV)
- 주주클럽, 슈퍼독, 단짝, 은밀하고 위대한 동물의 사생활, 개는 훌륭하다, 나는 아픈 개와 산다, 펫 비타민 (KBS 2TV)
- 동물일기, 야옹멍멍 귀여워, 세상에 나쁜 개는 없다, 고양이를 부탁해, 아기 동물 귀여워, 펫하트 (EBS 1TV)
- 세계의 비밀 수호대 번개맨 (EBS 2TV)
- 타타와 쿠마 (EBS·5BRICKS 공동 제작)
- 와우! 동물천하, 애니멀즈, 하하랜드, 오래봐도 예쁘다, 2020 추석특집 아이돌 멍멍 선수권대회, 심장이 뛴다 38.5 (MBC TV)
- TV 동물농장, 어쩌다 마주친 그 개, 펫미픽미, 생활의 달인, 더솔져스, 검은 양 게임 (SBS TV)
- 마리와 나, 그랜드 부다개스트, 우리집 막내극장 (JTBC)
- 기막힌 동물원, 우리집에 해피가 왔다 (MBN)
- 동고동락, 개먼드라마 파트라슈 (TV조선)
- 대화가 필요한 개냥, 냐옹은 페이크다, 캣츠 앤 독스, 슬기로운 의사생활, 슬기로운 의사생활 시즌2, 해치지 않아 X 스우파, 슈퍼액션 (tvN)
- 펫토리얼리스트 (온스타일)
- 주현미의 러브레터, 송진우의 용감한 라디오, 이각경의 해피타임 4시, 유지원의 밤을 잊은 그대에게 (KBS 2라디오)
- 오늘아침 정지영입니다, 이석훈의 브런치카페, 두시의 데이트, 4시엔 윤도현입니다, 푸른밤 옥상달빛입니다 (MBC FM4U)
- 장일범의 유쾌한 클래식 (월~토요일), 이준형의 비욘드 클래식 (일요일) (cpbc FM)
- 개별방송, 식빵 굽는 고양이, 잘살아보시개, 오 마이 펫, 여자친구! 강아지를 부탁해, 펫 닥터스 (skyPetpark)
- 상상고양이 (MBC 에브리원)
- 달려라 댕댕이 (MBC 에브리원, MBC 스포츠플러스 공동 제작)
- 똥강아지들, 펫츠고! 댕댕트립 (SBS 플러스)
- 소나무의 펫하우스 (SBS M)
- 라디오 북클럽, 주말하이킥 이윤석입니다 (MBC 표준FM)
- 개밥 주는 남자, 너는 내 운명, 서민갑부 (채널A)
- 천재! 시무라 동물원 (日 NTV)
- 도그 위스퍼러 (美 NGC채널)
- 지옥에서 온 고양이 (美 애니멀 플래닛)
- 개과천선 아메리카 (영국 채널 4, Sky One)

## 편성 변경 안내
- 10월 12일 : 축구 중계방송 관계로 10분 당겨진 저녁 8시 20분에 방송되었다.
- 11월 16일 : 2022 카타르 월드컵 아시아 최종예선 대한민국 VS 이라크 중계방송 관계로 10분 당겨진 저녁 8시 20분에 방송되었다.
- 11월 9일 ~ 12월 7일 : 기존 저녁 8시 40분에서 10분 당겨진 저녁 8시 30분에 방송되었다.